# Bojong Nangka (Gunung Putri)
Bojong Nangka is een bestuurslaag in het regentschap Bogor van de provincie West-Java, Indonesië. Bojong Nangka telt 21.180 inwoners (volkstelling 2010).